# Josep Rodoreda

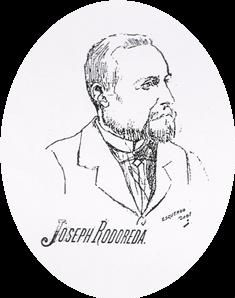
Josep Rodoreda.

Josep Rodoreda Santigós (Barcelona, 1851 - Buenos Aires, 1922), fue un músico y compositor español. Compuso casi cuatrocientas obras de distintos géneros, muchas de ellas galardonadas en los diferentes certámenes donde participó. Su obra más célebre es el Virolai de la Virgen de Montserrat (1880), conocido popularmente con el nombre de Virolai, con letra de Jacinto Verdaguer. Continuó la labor de Anselmo Clavé después de su muerte (1874).
Estudió música en la Escolanía de Nuestra Señora del Remedio en Barcelona, bajo la dirección de Nicolau Manent. Fue profesor de piano del Conservatorio Superior de Música del Liceo de 1875 hasta el 1883. Fue maestro director de la Sociedad Coral Euterpe de 1876 hasta el 1886. En 1878 fue nombrado miembro numerario de la Real Academia de Ciencias Naturales y Artes de Barcelona. En 1886 fue nombrado director de la recientemente creada banda municipal de música de Barcelona y en el mismo año, de la también nueva escuela municipal de música de Barcelona. En 1898 marchó a San Sebastián para ponerse al frente de la banda municipal de aquella ciudad. 
Hacia 1906 se trasladó a Buenos Aires para hacerse cargo de la dirección artística y de las cátedras y conferencias sobre teoría superior, armonía y composición del Conservatorio Thibaud-Piazzini, sin olvidar la composición y la crítica musical, hasta su muerte, en 1922.

## Obras
En 1880, el año del milenario del monasterio de Montserrat, Rodoreda fue el ganador del concurso musical que se celebró para conmemorar las fiestas. Al concurso se presentaron 68 partituras. Había que poner música al Virolai que había escrito Jacinto Verdaguer. Realmente, el Virolai de Rodoreda no se convertiría en un símbolo hasta bien entrado el siglo XX y a partir de entonces se convertiría no sólo signo de espiritualidad, sino también de catalanismo.
De su amplia producción destacan Patria, sobre elementos tradicionales catalanes, el Himno de la Exposición Universal de Barcelona (1888), el oratorio Las Siete Palabras y el romance dramático La noche en el bosque para solistas, coro y orquesta. Dejó también algunos escritos en los que se mostró wagneriano ferviente.